# スワン湖 (アラスカ州)
スワン湖（トリンギット語: X̱'wáat' Héen Áakʼu）は、アラスカ州シトカの町の中心部にある人造湖である。冬季の収入源となるべく、アラスカがロシア帝国の領土であった時代に作られた。当時は、冬季にここで氷が作られ、太平洋岸北西部の町に販売されていた。 